# Puchar Anglii w piłce nożnej (2001/2002)
Puchar Anglii w piłce nożnej (2001/2002) – 121 edycja rozgrywek. Puchar zdobył Arsenal pokonując 2-0 w finale Chelsea, dzięki bramkom Raya Parloura i Fredrika Ljungberga w ostatnich 20 minutach meczu.

## Pierwsza runda
Mecze zostały rozegrane 17 i 18 listopada, a powtórki 27 i 28 listopada.
| 1                                             | Blackpool              | 2 – 2 | Newport County         | 5,005 |
| powtórka                                      | Newport County         | 1 – 4 | Blackpool              | 3,721 |
| 2                                             | Bournemouth            | 3 – 0 | Worksop Town           |       |
| 3                                             | Barnet                 | 0 – 0 | Carlisle United        |       |
| powtórka                                      | Carlisle United        | 1 – 0 | Barnet                 |       |
| 4                                             | Bristol City           | 0 – 1 | Leyton Orient          |       |
| 5                                             | Reading                | 1 – 0 | Welling United         |       |
| 6                                             | Northwich Victoria     | 2 – 5 | Hull City              |       |
| 7                                             | Macclesfield Town      | 2 – 2 | Forest Green Rovers    |       |
| powtórka                                      | Forest Green Rovers    | 1 – 1 | Macclesfield Town      |       |
| Macclesfield Town wygrało po rzutach karnych. |                        |       |                        |       |
| 8                                             | Lincoln City           | 1 – 1 | Bury                   |       |
| powtórka                                      | Bury                   | 1 – 1 | Lincoln City           |       |
| Lincoln City wygrało po rzutach karnych.      |                        |       |                        |       |
| 9                                             | Swindon Town           | 3 – 1 | Hartlepool United      |       |
| 10                                            | Doncaster Rovers       | 2 – 3 | Scunthorpe United      |       |
| 11                                            | Tranmere Rovers        | 4 – 1 | Brigg Town             |       |
| 12                                            | Kidderminster Harriers | 0 – 1 | Darlington             |       |
| 13                                            | Brentford              | 1 – 0 | Morecambe              |       |
| 14                                            | Brighton & Hove Albion | 1 – 0 | Shrewsbury Town        |       |
| 15                                            | Oldham Athletic        | 1 – 1 | Barrow                 |       |
| powtórka                                      | Barrow                 | 0 – 2 | Oldham Athletic        |       |
| 16                                            | Worcester City         | 0 – 1 | Rushden & Diamonds     |       |
| 17                                            | Altrincham             | 1 – 1 | Lancaster City         |       |
| powtórka                                      | Lancaster City         | 1 – 4 | Altrincham             |       |
| 18                                            | Southend United        | 3 – 2 | Luton Town             |       |
| 19                                            | Exeter City            | 3 – 0 | Cambridge City         |       |
| 20                                            | Huddersfield Town      | 2 – 1 | Gravesend & Northfleet |       |
| 21                                            | Mansfield Town         | 1 – 0 | Oxford United          |       |
| 22                                            | Cardiff City           | 3 – 1 | Tiverton Town          |       |
| 23                                            | Grays Athletic         | 1 – 2 | Hinckley United        |       |
| 24                                            | Port Vale              | 3 – 0 | Aylesbury United       |       |
| 25                                            | Halifax Town           | 2 – 1 | Farnborough Town       |       |
| 26                                            | Stalybridge Celtic     | 0 – 3 | Chesterfield           |       |
| 27                                            | Torquay United         | 1 – 2 | Northampton Town       |       |
| 28                                            | Hereford United        | 1 – 0 | Wrexham                |       |
| 29                                            | Kettering Town         | 1 – 6 | Cheltenham Town        |       |
| 30                                            | Stoke City             | 2 – 0 | Lewes                  |       |
| 31                                            | Hayes                  | 3 – 4 | Wycombe Wanderers      |       |
| 32                                            | Wigan Athletic         | 0 – 1 | Canvey Island          |       |
| 33                                            | Tamworth               | 1 – 1 | Rochdale               |       |
| powtórka                                      | Rochdale               | 1 – 0 | Tamworth               |       |
| 34                                            | Colchester United      | 0 – 0 | York City              |       |
| powtórka                                      | York City              | 2 – 2 | Colchester United      |       |
| York City wygrał po rzutach karnych.          |                        |       |                        |       |
| 35                                            | Whitby Town            | 1 – 1 | Plymouth Argyle        |       |
| powtórka                                      | Plymouth Argyle        | 3 – 2 | Whitby Town            |       |
| 36                                            | Cambridge United       | 1 – 1 | Notts County           |       |
| powtórka                                      | Notts County           | 2 – 0 | Cambridge United       |       |
| 37                                            | Swansea City           | 4 – 0 | Queen’s Park Rangers   |       |
| 38                                            | Dagenham & Redbridge   | 1 – 0 | Southport              |       |
| 39                                            | Aldershot Town         | 0 – 0 | Bristol Rovers         |       |
| powtórka                                      | Bristol Rovers         | 1 – 0 | Aldershot Town         |       |
| 40                                            | Bedford Town           | 0 – 0 | Peterborough United    |       |
| powtórka                                      | Peterborough United    | 2 – 1 | Bedford Town           |       |

## Druga runda
Mecze zostały rozegrane 8 i 9 grudnia, a powtórki 18 i 19 grudnia.
| L.p.     | Gospodarze             | Wynik | Goście               | Widzów |
| -------- | ---------------------- | ----- | -------------------- | ------ |
| 1        | Blackpool              | 2 – 0 | Rochdale             |        |
| 2        | Chesterfield           | 1 – 1 | Southend United      |        |
| powtórka | Southend United        | 2 – 0 | Chesterfield         |        |
| 3        | Canvey Island          | 1 – 0 | Northampton Town     |        |
| 4        | Macclesfield Town      | 4 – 1 | Swansea City         |        |
| 5        | Swindon Town           | 3 – 2 | Hereford United      |        |
| 6        | Tranmere Rovers        | 6 – 1 | Carlisle United      |        |
| 7        | Wycombe Wanderers      | 3 – 0 | Notts County         |        |
| 8        | Brighton & Hove Albion | 2 – 1 | Rushden & Diamonds   |        |
| 9        | Plymouth Argyle        | 1 – 1 | Bristol Rovers       |        |
| powtórka | Bristol Rovers         | 3 – 2 | Plymouth Argyle      |        |
| 10       | Hull City              | 2 – 3 | Oldham Athletic      |        |
| 11       | Altrincham             | 1 – 2 | Darlington           |        |
| 12       | Exeter City            | 0 – 0 | Dagenham & Redbridge |        |
| powtórka | Dagenham & Redbridge   | 3 – 0 | Exeter City          |        |
| 13       | Scunthorpe United      | 3 – 2 | Brentford            |        |
| 14       | Mansfield Town         | 4 – 0 | Huddersfield Town    |        |
| 15       | Cardiff City           | 3 – 0 | Port Vale            |        |
| 16       | Halifax Town           | 1 – 1 | Stoke City           |        |
| powtórka | Stoke City             | 3 – 0 | Halifax Town         |        |
| 17       | York City              | 2 – 0 | Reading              |        |
| 18       | Peterborough United    | 1 – 0 | Bournemouth          |        |
| 19       | Leyton Orient          | 2 – 1 | Lincoln City         |        |
| 20       | Hinckley United        | 0 – 2 | Cheltenham Town      |        |

## Trzecia runda
Mecze zostały rozegrane 5 i 6 stycznia, a powtórki 15 i 16 stycznia.
| L.p.     | Gospodarze              | Wynik | Goście               | Widzów |
| -------- | ----------------------- | ----- | -------------------- | ------ |
| 1        | Darlington              | 2 – 2 | Peterborough United  | 10,892 |
| powtórka | Peterborough United     | 2 – 0 | Darlington           |        |
| 2        | Burnley                 | 4 – 1 | Canvey Island        | 11,496 |
| 3        | Liverpool               | 3 – 0 | Birmingham City      | 40,875 |
| 4        | Watford                 | 2 – 4 | Arsenal              | 20,105 |
| 5        | Walsall                 | 2 – 0 | Bradford City        |        |
| 6        | Leicester City          | 2 – 1 | Mansfield Town       |        |
| 7        | Aston Villa             | 2 – 3 | Manchester United    |        |
| 8        | Grimsby Town            | 0 – 0 | York City            |        |
| powtórka | York City               | 1 – 0 | Grimsby Town         |        |
| 9        | Macclesfield Town       | 0 – 3 | West Ham United      |        |
| 10       | Wolverhampton Wanderers | 0 – 1 | Gillingham           |        |
| 11       | Crewe Alexandra         | 2 – 1 | Sheffield Wednesday  |        |
| 12       | Sunderland              | 1 – 2 | West Bromwich Albion |        |
| 13       | Derby County            | 1 – 3 | Bristol Rovers       |        |
| 14       | Sheffield United        | 1 – 0 | Nottingham Forest    |        |
| 15       | Stockport County        | 1 – 4 | Bolton Wanderers     |        |
| 16       | Newcastle United        | 2 – 0 | Crystal Palace       |        |
| 17       | Wycombe Wanderers       | 2–2   | Fulham               |        |
| powtórka | Fulham                  | 1 – 0 | Wycombe Wanderers    |        |
| 18       | Manchester City         | 2–0   | Swindon Town         |        |
| 19       | Barnsley                | 1–1   | Blackburn Rovers     |        |
| powtórka | Blackburn Rovers        | 3 – 1 | Barnsley             |        |
| 20       | Coventry City           | 0–2   | Tottenham Hotspur    |        |
| 21       | Portsmouth              | 1–4   | Leyton Orient        |        |
| 22       | Brighton & Hove Albion  | 0–2   | Preston North End    |        |
| 23       | Norwich City            | 0–0   | Chelsea              |        |
| powtórka | Chelsea                 | 4 – 0 | Norwich City         |        |
| 24       | Millwall                | 2–1   | Scunthorpe United    |        |
| 25       | Wimbledon               | 0–0   | Middlesbrough        |        |
| powtórka | Middlesbrough           | 2–0   | Wimbledon            |        |
| 26       | Southend United         | 1–3   | Tranmere Rovers      |        |
| 27       | Cardiff City            | 2–1   | Leeds United         |        |
| 28       | Charlton Athletic       | 2–1   | Blackpool            |        |
| 29       | Cheltenham Town         | 2–1   | Oldham Athletic      |        |
| 30       | Stoke City              | 0–1   | Everton              |        |
| 31       | Rotherham United        | 2–1   | Southampton          |        |
| 32       | Dagenham & Redbridge    | 1–4   | Ipswich Town         |        |

## Czwarta runda
| L.p.     | Gospodarze           | Wynik | Goście            | Widzów |
| -------- | -------------------- | ----- | ----------------- | ------ |
| 1        | Preston North End    | 2–1   | Sheffield United  |        |
| 2        | Gillingham           | 1–0   | Bristol Rovers    |        |
| 3        | Middlesbrough        | 2–0   | Manchester United |        |
| 4        | West Bromwich Albion | 1–0   | Leicester City    |        |
| 5        | Everton              | 4–1   | Leyton Orient     |        |
| 6        | Ipswich Town         | 1–4   | Manchester City   |        |
| 7        | Tranmere Rovers      | 3–1   | Cardiff City      |        |
| 8        | Tottenham Hotspur    | 4–0   | Bolton Wanderers  |        |
| 9        | Millwall             | 0–1   | Blackburn Rovers  |        |
| 10       | Chelsea              | 1–1   | West Ham United   |        |
| powtórka | West Ham United      | 2–3   | Chelsea           |        |
| 11       | Charlton Athletic    | 1–2   | Walsall           |        |
| 12       | Arsenal              | 1–0   | Liverpool         |        |
| 13       | Cheltenham Town      | 2–1   | Burnley           |        |
| 14       | York City            | 0–2   | Fulham            |        |
| 15       | Rotherham United     | 2–4   | Crewe Alexandra   |        |
| 16       | Peterborough United  | 2–4   | Newcastle United  |        |

## Piąta runda
Mecze zostały rozegrane 16 i 17 lutego, a powtórka 26 lutego.
West Bromwich Albion było jedynym zespołem spoza Premiership, który awansował do szóstej rundy.
| L.p.     | Gospodarze           | Wynik | Goście            | Widzów |
| -------- | -------------------- | ----- | ----------------- | ------ |
| 1        | Walsall              | 1 – 2 | Fulham            |        |
| 2        | Middlesbrough        | 1 – 0 | Blackburn Rovers  |        |
| 3        | West Bromwich Albion | 1 – 0 | Cheltenham Town   |        |
| 4        | Everton              | 0 – 0 | Crewe Alexandra   |        |
| powtórka | Crewe Alexandra      | 1 – 2 | Everton           |        |
| 5        | Newcastle United     | 1 – 0 | Manchester City   |        |
| 6        | Tottenham Hotspur    | 4 – 0 | Tranmere Rovers   |        |
| 7        | Chelsea              | 3 – 1 | Preston North End |        |
| 8        | Arsenal              | 5 – 2 | Gillingham        |        |

## Szósta runda
Mecze zostały rozegrane 9 i 10 marca, a powtórki 23 marca.
| 10 marca 2002 13:00 BST | Middlesbrough · Whelan 35' · Nemeth 37' · Ince 42' | 3 – 0raport | Everton | Riverside Stadium, Middlesbrough Widzów: 26,950 Sędzia: Alan Wiley |
|                         |                                                    |             |         |                                                                    |

| 10 marca 2002 | West Brom | 0 – 1Summary | Fulham · Marlet 47' | The Hawthorns, West Bromwich Widzów: 24,811 Sędzia: Neale Barry |
|               |           |              |                     |                                                                 |

| 9 marca 2002 17:35 BST | Newcastle · Robert 52' | 1 – 1raport | Arsenal · Edu 14' | St James’ Park, Newcastle Widzów: 51,027 Sędzia: Mark Halsey |
|                        |                        |             |                   |                                                              |

| 10 marca 2002 16:00 BST | Tottenham | 0 – 4raport | Chelsea · Gallas 12' · Guðjohnsen 48', 66' · Le Saux 54' | White Hart Lane, Londyn Widzów: 32,896 Sędzia: Andy D'Urso |
|                         |           |             |                                                          |                                                            |

### Powtórka
| 23 marca 2002 | Arsenal | 3 – 0 | Newcastle | Arsenal Stadium, Highbury, Londyn Widzów: 38,073 |
|               |         |       |           |                                                  |

## Półfinały
Mecze zostały rozegrane na neutralnych terenach 14 kwietnia 2002 roku.
| 14 kwietnia 2002 19:00 BST | Fulham | 0 – 1 | Chelsea · Terry 42' | Villa Park, Birmingham Widzów: 36,147 Sędzia: Graham Poll |
|                            |        |       |                     |                                                           |

| 14 kwietnia 2002 16:00 BST | Middlesbrough | 0 – 1 | Arsenal · Festa 39' (o.g.) | Old Trafford, Manchester Widzów: 61,168 Sędzia: David Elleray |
|                            |               |       |                            |                                                               |

## Finał
| 4 maja 2002 15:00 BST | Arsenal · Parlour 70' · Ljungberg 80' | 2 – 0 | Chelsea | Millennium Stadium, Cardiff Widzów: 73,963 Sędzia: Mike Riley |
|                       |                                       |       |         |                                                               |